# 스타스 앤 스트라이프스 (신문)
《스타스 앤 스트라이프스》(영어: Stars and Stripes) 또는 《성조지》(星條紙)는 미국의 군사 전문 일간신문이다. 본사는 워싱턴 D.C.에 있다. 미국 국방부에서 발행하지만 편집권은 독립되어 있다. 미국 의회의 보호를 받는 독립 옴부즈만 제도는 독자의 흥미, 정기적인 보고서 제공에 관한 업무를 수행한다.
웹사이트 뿐만 아니라 유럽, 중동, 일본, 대한민국과 같은 군인 전용 해외판을 포함한 일간신문을 발행한다. 무료로 다운로드할 수 있는 7종류의 디지털 신문도 발행하고 있다.

## 역사
미국 남북 전쟁이 진행 중이던 1861년 11월 9일에 미주리주의 블룸필드(Bloomfield) 기지에서 복무하고 있던 일리노이주의 제11·18·29여단 소속 병사들에 의해 창간되었다. 미주리주에 있던 신문사들이 전쟁으로 인해 문을 닫았다는 사실을 안 병사들이 자체적인 신문을 창간했는데 이 신문이 바로 《스타스 앤 스트라이프스》(Stars and Stripes)이다.
제1차 세계 대전 시기에는 퇴역 군인들, 청년 병사들이 《스타스 앤 스트라이프스》의 기자, 삽화가로 근무했다. 《스타스 앤 스트라이프스》의 직원들은 프랑스에서 8쪽 분량의 주간신문을 인쇄해서 미국 군부대에 배포했는데 신문의 구독자 수는 526,000명에 달했다.
제2차 세계 대전 시기에는 여러 전선에서 여러 개의 판이 발행되었다. 일부 판은 몇몇 군부대가 최신 정보를 얻기 위해서 전선과 아주 가까운 곳에서 정보를 수집하고 신문을 인쇄한 경우가 많았다.

## 현황
미국 국방부, 미국 의회의 승인을 받은 독립된 군사 전문 일간신문으로서 해외에 주둔하고 있는 미국군에 관한 정보를 제공하고 있다. 신문은 하루 평균 40쪽에서 48쪽 분량의 타블로이드 형식의 종이 신문, 인터넷 신문을 제공하고 있다.
미국의 시민, 미국군 상급 하사관을 기자로 채용하고 있으며 전세계에 거점을 두고 있다. 종이신문은 약 350,000명 이상의 구독자를 보유하고 있으며 인터넷판의 접속자 수는 월평균 400,000명에 달한다. 인터넷판의 전체 접속자 가운데 60%에서 70%는 미국 출신이다.
과거 버전의 디지털화를 추진하고 있으며 1943년부터 1999년까지 발행된 신문의 마이크로필름을 복원하는 과정이 진행되었다. 뉴스페이퍼 아카이브(Newspaper Archive)에서는 1948년부터 1999년까지 발행된 신문이 게재되어 있다.